# داویده ویگانو
داویده ویگانو (ایتالیایی: Davide Viganò؛ زادهٔ ۱۲ ژوئن ۱۹۸۴) دوچرخه‌سوار اهل ایتالیا است.
از باشگاه‌هایی که در آن رکاب زده‌است می‌توان به تیم کوئیک‌استپ فلورز، سونیر دوال-پرودیر، تیم اسکای، تیم ترک-سگافردو، تیم یوای‌ئی امارات، کاخا رورال-سگوروس رخا، و اندرونی جوکاتولی–سیدرمک اشاره کرد.